# Mauricio Tévez
Mauricio Tévez (* 31. Juli 1996 in Rosario) ist ein argentinischer Fußballspieler. Er ist nicht verwandt mit dem argentinischen Weltstar Carlos Tévez.

## Vereinskarriere
Mauricio Tévez stammt aus der Jugendabteilung der Newell’s Old Boys, in der einst auch Lionel Messi spielte. Am 10. August 2014 debütierte der Nachwuchsspieler mit 18 Jahren und 10 Tagen in der argentinischen Primera División als er beim 1:0-Auswärtssieg über die Boca Juniors als Rechtsaußen in der Startaufstellung stand. In der Nachspielzeit der ersten Halbzeit schoss Tevéz den entscheidenden Treffer zum Sieg.